# Wspólnota administracyjna Westendorf
Wspólnota administracyjna Westendorf – wspólnota administracyjna (niem. Verwaltungsgemeinschaft) w Niemczech, w kraju związkowym Bawaria, w rejencji Szwabia, w regionie Allgäu, w powiecie Ostallgäu. Siedziba wspólnoty znajduje się w miejscowości Westendorf. Wspólnota powstała 1 maja 1978.
Wspólnota administracyjna zrzesza jedną gminę targową (Markt) oraz cztery gminy wiejskie (Gemeinde): 
- Kaltental, gmina targowa, 1 635 mieszkańców, 22,14 km²
- Oberostendorf, 1 312 mieszkańców, 21,04 km²
- Osterzell, 678 mieszkańców, 10,82 km²
- Stöttwang, 1 797 mieszkańców, 19,79 km²
- Westendorf, 1 089 mieszkańców, 11,93 km²